# Varicospira kooli
Varicospira kooli is een slakkensoort uit de familie van de Rostellariidae. De wetenschappelijke naam van de soort werd in 2007 voor het eerst geldig gepubliceerd door Robert Moolenbeek en Henk Dekker. Deze zeedierensoort komt voor voor de kust van Thailand en Myanmar.